# 니나 뫼리스
니나 뫼리스(프랑스어: Nina Meurisse, 1998년 11월 14일 ~ )는 프랑스의 배우이다. 2020 뤼미에르상 신인여우상 수상자이다.

## 출연 작품
- 골드 브릭 (2023) - 베아트리스 역
- 카밀 (2019)
- 여자의 일생 (2016)
- Les Chaises musicales (2015)
- 아이 엠 어 솔저 (2015)
- 울프 헤드 (2014)
- 빈센트 (2014)
- 해피엔딩 네버엔딩 (2013)
- 크롤 (2012)
- 아반티 (2012)
- 암드 핸즈 (2012)
- 공모자 (2010)
- 튼튼한 어깨 (2003)
- 층계 (2003)
- 왕의 딸 (2000)